# Jelena Poljakova-Všivtseva
Jelena Poljakova-Všivtseva (* 13. Dezember 1972 in Narva) ist eine frühere estnische Biathletin.
Jelena Poljakova-Všivtseva startete für Kalev Narva. Sie war vor allem in den Saisonen 1992/93 und 1993/94 international aktiv. Ihr Debüt im Biathlon-Weltcup gab Poljakova 1993 bei den vorolympischen Testwettkämpfen in Lillehammer. In ihrem ersten Rennen lief sie überraschend auf den fünften Platz im Einzel. Auch im folgenden Sprint kam sie als 19. in die Punkteränge. Dieses Niveau konnte die Estin jedoch nicht halten. Dennoch wurde sie für die Olympischen Winterspiele 1994 nominiert und in Lillehammer in allen drei Rennen eingesetzt. Im Einzel wurde sie 53., im Sprint 56. und mit Eveli Peterson und Krista Lepik in der Staffel 12. Nach den Spielen beendete sie ihre aktive Karriere.

## Biathlon-Weltcup-Platzierungen
| Platzierung | Einzel | Sprint | Verfolgung | Massenstart | Staffel | Gesamt |
| ----------- | ------ | ------ | ---------- | ----------- | ------- | ------ |
| 1. Platz    |        |        |            |             |         |        |
| 2. Platz    |        |        |            |             |         |        |
| 3. Platz    |        |        |            |             |         |        |
| Top 10      | 1      |        |            |             |         | 1      |
| Punkteränge | 1      | 3      |            |             | 1       | 5      |
| Starts      | 5      | 6      |            |             | 1       | 12     |

(Daten möglicherweise nicht komplett)